# Kazimierz Kleina

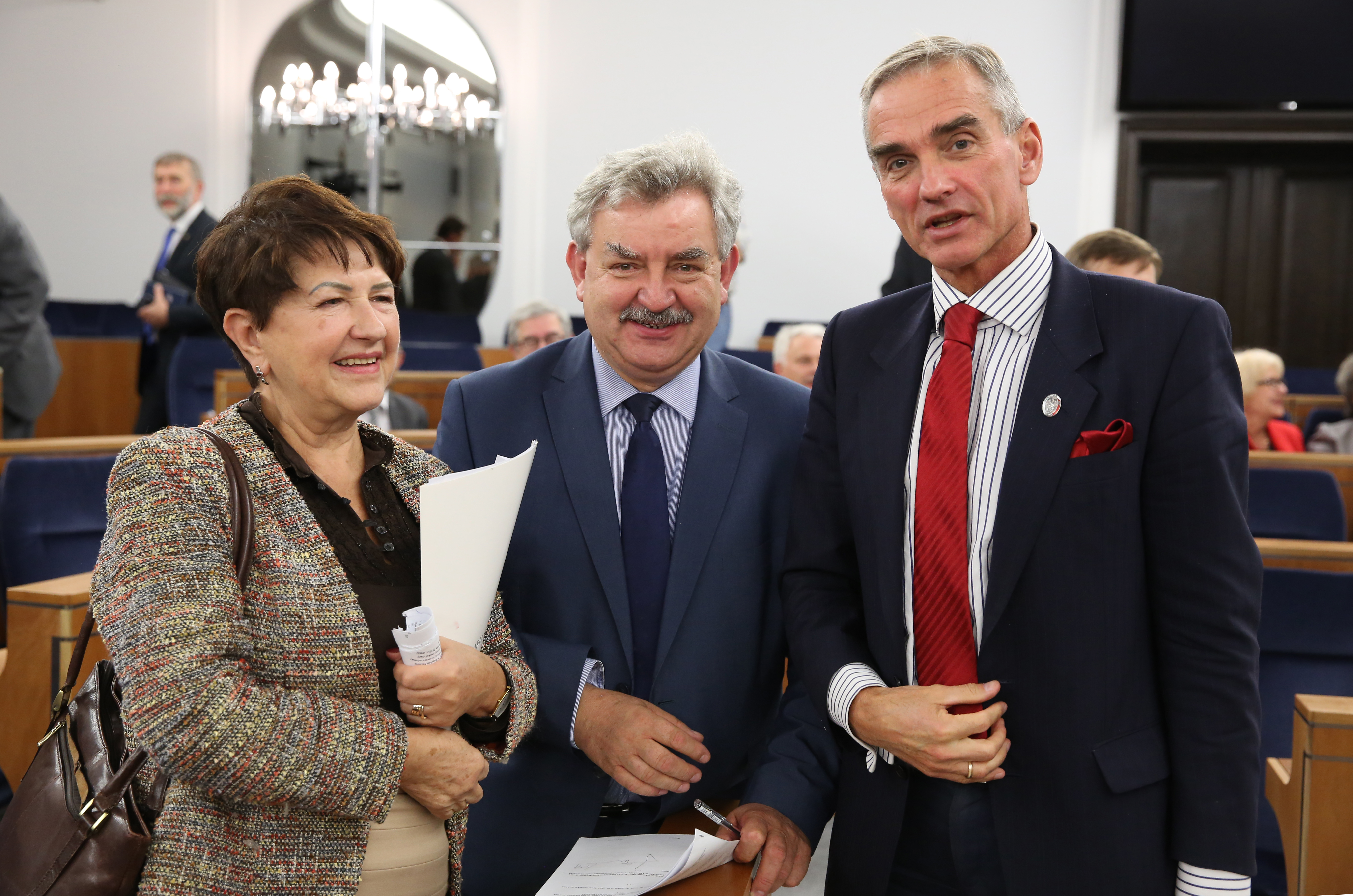
Kazimierz Kleina z Jadwigą Rotnicką i Janem Marią Jackowskim podczas 82. posiedzenia Senatu (2015)

Kazimierz Mariusz Kleina (kaszub. Kadzmiérz Kleina; ur. 21 lutego 1958 w Sierakowicach) – polski polityk, samorządowiec, poseł V kadencji, senator IV, VII, VIII, IX, X i XI kadencji.

## Życiorys
Ukończył szkołę podstawową w Łebie. Po maturze w Liceum Ogólnokształcącym im. Stefana Żeromskiego w Lęborku studiował na Wydziale Ekonomiki Transportu i na Wydziale Humanistycznym Uniwersytetu Gdańskiego. Uzyskał magisterium z ekonomiki transportu morskiego. W 1996 ukończył Wyższy Kurs Obronny w Akademii Obrony Narodowej. W latach 1984–1990 pracował jako nauczyciel Liceum Ekonomicznego w Żukowie koło Gdańska. W 1990 został wybrany na burmistrza miasta Łeby. Od 1991 pełnił funkcję wiceprezesa Zrzeszenia Kaszubsko-Pomorskiego.
W latach 1993–1996 był wojewodą słupskim. Od 1997 do 2001 zasiadał w Senacie IV kadencji, przewodnicząc Komisji Gospodarki Narodowej. Reprezentował Akcję Wyborczą Solidarność. W 2001 bez powodzenia ubiegał się o reelekcję z ramienia Bloku Senat 2001.
Należał do Stronnictwa Konserwatywno-Ludowego, następnie przystąpił do Platformy Obywatelskiej.
Od 2002 do 2005 zasiadał w sejmiku pomorskim  z listy koalicji POPiS. W wyborach parlamentarnych w 2005 został wybrany na posła na Sejm V kadencji z ramienia PO w okręgu gdyńskim. 15 lutego 2006 po raz pierwszy w historii polskiego Sejmu wygłosił wystąpienie w języku kaszubskim.
W wyborach parlamentarnych w 2007 po raz drugi uzyskał mandat senatorski, otrzymując 220 390 głosów (drugie miejsce w okręgu gdyńskim). W wyborach w 2011 z powodzeniem ubiegał się o reelekcję, w nowym okręgu jednomandatowym dostał 89 389 głosów. W 2015, 2019 i 2023 po raz kolejny zostawał senatorem; poparły go odpowiednio 93 594 osoby, 123 191 osób oraz 143 653 osoby.

## Wyniki w wyborach ogólnopolskich
| Wybory | Komitet wyborczy    | Komitet wyborczy           | Organ             | Okręg            | Wynik            |
| ------ | ------------------- | -------------------------- | ----------------- | ---------------- | ---------------- |
| 1997   |                     | Akcja Wyborcza Solidarność | Senat IV kadencji | nr 39            | 49 800 (39,70%)  |
| 2001   |                     | Blok Senat 2001            | Senat V kadencji  | nr 25            | 105 139 (27,33%) |
| 2005   |                     | Platforma Obywatelska      | Sejm V kadencji   | nr 26            | 7896 (2,14%)     |
| 2007   | Senat VII kadencji  | Platforma Obywatelska      | nr 25             | 220 390 (43,51%) |                  |
| 2011   | Senat VIII kadencji | Platforma Obywatelska      | nr 62             | 89 389 (54,00%)  |                  |
| 2015   | Senat IX kadencji   | Platforma Obywatelska      | nr 62             | 93 594 (58,12%)  |                  |
| 2019   |                     | Koalicja Obywatelska       | nr 62             | Senat X kadencji | 123 191 (60,02%) |
| 2023   | Senat XI kadencji   | Koalicja Obywatelska       | nr 62             | 143 653 (57,84%) |                  |

## Życie prywatne
Syn Teresy i Władysława. Żonaty, ma dwoje dzieci.

## Odznaczenia
- Komandor Orderu Trzech Gwiazd – Łotwa (2015)[12]